# Història de les Maldives
Aquest article tracta sobre la història de les Maldives. Les investigacions de Thor Heyerdahl han establert que tan d'hora com l'any 2000 aC les Maldives ja formaven part de les rutes comercials marítimes entre Egipte, Mesopotàmia, la Xina i les civilitzacions de la Vall de l'Indus. L'evidència d'aquest moviment de fa uns 4.000 anys es troba en llocs diferents i demostra que hi havia habitants que posseïen una certa organització tribal.

## Període Redin
Heyerdahl considera vàlida la creença local segons la qual els primers habitants estables de les Maldives van ser els Redin, mariners adoradors del sol i temorosos per l'existència de mals esperits, o jinnis. Una evidència del passat religiós solar és el fet que les mesquites de les Maldives estan orientades cap al sol i no cap a La Meca com les altres. A causa que el material de construcció era limitat, cada grup posterior va erigir els seus temples damunt de les restes dels habitants anteriors. Els Redin van abandonar l'arxipèlag al segle V a.C. o van ser absorbits per la població budista que va arribar de l'Índia.

## Budisme
El primer gran poblat de les Maldives es va establir al voltant del segle V a.C., fundat per mariners i guerrers procedents de les valls del nord-est de l'Índia. Aquests aris van introduir el seu idioma, l'ellu, del qual es deriven tant el dhivehi, actual llengua de les Maldives, com el singalès. Es creu que el nom de les Maldives deriva del sànscrit malhodeep, que significa espígol. El budisme theravada de Ceilan va esdevenir la religió dels habitants de les Maldives durant 17 segles. Els habitants eren experts en la talla d'escultures sobre pedres. Van esculpir  lleons i bous i van utilitzar l'esvàstica i el lotus com a decoració.
Les Maldives, en estar situades a la cruïlla de les grans rutes comercials Est-Oest, enllaçava Europa i les civilitzacions del Pròxim Orient amb l'Índia i la Xina. Al segle I es recull com els egipcis feien els seus viatges a l'Índia per comerciar i utilitzaven els vents del monsó per tornar en menys d'un any. El vell sistema de comptar es basava en el 12 i no en el 10. Aquest sistema es va haver de prendre de Mesopotàmia, l'antiga civilització de Sumèria i Babilònia. Alguns fragments de terrissa xinesa han estat trobats a les illes del sud de les Maldives i daten de les dinasties Song i Ming.
Els primers pobladors de les illes eran de llengües dravídiques. Pappos (Pappus) d'Alexandria parla de les illes al final del segle iv i diu que eren 1.370 i depenien de Ceilan. Fa Hian al segle V parla d'un centenar d'illes dependents de Ceilan. Cosmes Indicòpleustes les esmenta al segle vi i diu que estaven habitades. Sulayman escrivia al segle IX i les anomenava Dybadjat i afegeix que tenien una reina; al segle xi al-Biruni anomena als habitants Dyvah. A partir del segle iii va arribar el budisme al país, amb un rei mític anomenat Koimala, substituint a l'hinduisme vigent fins aleshores. El budisme hauria estat predominant fins al segle xii però no cal dubtar que des del segle VII comerciants àrabs i perses van estar a les illes. Als segles x i xi alguns dels atols del nord haurien caigut sota influència política i cultural dels sobirans coles Rajaraja I i Rajendra I, que eren hinduistes. En aquest temps una comunitat barreja d'àrabs i maldivians, probablement petita, es va desenvolupar a Malé paral·lela als moppiles del Malabar i altres llocs del litoral de l'oceà Índic. Aquesta comunitat va exercir una influència econòmica, política i cultural desproporcionada pel seu nombre.

## Islamisme
Les Maldives es van convertir a l'islam durant el segle xii, desplaçant al budisme. El rei Dhovemi es va començar a denominar Sultài va adoptar el nom de Muhammad al Adil. La conversió d'aquest rei el 1153 s'atribueix al piadós musulmà Abu al Barakat. Va coincidir amb l'increment de la importància dels comerciants àrabs, un dels quals, Ibn Battuta, procedent del nord d'Àfrica, es va establir a les Maldives el 1343. Segons el Tarikh maldivià, una crònica datant de l'inici del segle xviii, el darrer rei budista de les Maldives que portava el biruda (qualificatiu) cingalès de Siri Bavanaditta, fou convertit a l'islam per un musulmà que visitava les illes el dia 7 de juliol de 1153, després del qual va adoptar nom i títol musulmà: Sultan Muhammad al-Adil. No obstant això, aquests fets són incerts. Ibn Battuta va estar a les illes el 1343 i el 1344 (i un altre cop el 1346) i es va casar amb una de les filles d'un dels wazirs locals i segons Ibn Battuta la conversió a l'islam s'hauria fet vers el 1200 i el seu autor hauria estat un xeic magrebí de nom Abu al-Barakat al-Barbari membre del madhhab maliquita. Segons el Tarikh el visitant persa autor de la conversió fou el xeic Yusuf Shams al-Din Tabrizi (per la seva nisba era segurament persa o turc). Avui dia s'ha reconegut oficialment a Abu al-Barakat com l'autor de la conversió i la seva tomba, al barri d'Henveru a Malé, és la més venerada del país. No obstant això, algunes dades epigràfiques determinarien que el verdader autor de la conversió fou Shams al-Din. Tant el Tarikh com la Rihla d'Ibn Battuta, diuen que la població va acceptar ràpidament la nova religió, però algunes traduccions recents mostren que això no fou així plenament. Un segle i mig després de la suposada conversió el sultà va haver d'enviar una expedició per aplanar a un "rei infidel" (doncs segurament budista) al sud de l'arxipèlag, segons es diu en una loma fanu (dedicatoria en placa de bronze) a la mesquita Bodugalu de Malé. En tot cas al final del segle xiii la conversió es pot donar per feta.

## Edat moderna
Els portuguesos van arribar a les illes el 1506 i hi van exercir una mena de vaga sobirania. Interessos comercials els van portar a una ocupació efectiva breu però destructiva del 1558 al 1573. Segons les inscripcions Malé va passar sota dominació dels odiats "Adiri Adiri" i la mar va esdevenir vermella de la sang musulmana. Els maldivians es van organitzar en guerrilles dirigides per Muhammad Bodu Takurufanu, fill del khatib d'Utim, al nord de les illes. El 1573 els portuguesos es van veure forçats a retirar-se i Takurufanu va esdevenir sultà. Després de la sortida portuguesa es va descobrir que tots els ulemes del país havien mort i no restava cap xeic maliquita en vida. En aquells anys l'alim maldivià Muhammad Djamal al-Din Huvadu, natiu de l'atol d'Huvadu (Suvadiva) al sud, que havia estudiat molts anys als centres xafiïtes de l'Hadramaut i Zabid (Iemen), va retornar casualment a les illes i va desembarcar a Malé sent immediatament nomenat cadi per Takurufanu i en endavant el madhhab xafiïta va substituir el malaquita com a ritu oficial.
El 1602 el francès Pyrard va naufragar a l'atol de Malosmadu i hi va restar presoner per cinc anys. Quan els holandesos van dominar Ceilan el Sultanat de les Maldives va quedar sota influència holandesa que mai es va fer efectiva més que en el comerç. El 1796 els britànics van ocupar Ceilan i nominalment van assolir el protectorat de les illes que no es va fer efectiu. El britànic tinent Christopher, en servei oficial d'inspecció, va desembarcar a les illes el juny de 1834 i hi va restar fins al setembre de 1835 publicant les seves observacions al Journal of the Royal Asiatic Society, vol. VI. O.S., que foren la base pel coneixement de les illes durant força temps. El 1887 el protectorat fou reconegut per un acord amb el sultà Ibrahim Nur al-Din.

## Dominació britànica
La primera constitució fou adoptada el 1932. El 21 de feber de 1952 va morir el sultà Abdul Majid Didi que no havia volgut prendre possessió i vivia a Egipte. El govern estava dirigit pel seu fill Farid Didi al front d'un consell executiu, però aquest va morir poc després i el parlament va designar a Muhammad Amin Didi com a sobirà. Amin Didi, un progressista que dirigia l'únic partit de les illes, el Partit Popular Progressista, va refusar el tron i va organitzar un referèndum que va proclamar la república. Mentre estava absent a Ceilan el seu vicepresident Ibrahim Hilmi Didi va donar un cop d'estat i va organitzar un govern revolucionari; quan Amin va tornar sense saber res, fou arrestat; al cap de 4 mesos Ibrahim va proposar a Amin repartir el poder: Ibrahim seria president i Amin primer ministre però quan es van presentar a Malé va esclatar una revolta popular instigada per elements clericals i conservadors i foren fets presoners i enviats al desterrament a altres illes; Amin va morir poc després el 19 de gener de 1954 i els projectes reformistes es van acabar. Nominalment Ibrahim Didi romania president interí però un consell dirigit pels conservadors tenia el poder i va organitzar un referèndum que el 7 de març de 1954 va restablir la monarquia. Ibrahim Nasir va pujar al càrrec de primer ministre el 1957.
El 1958 els britànics van establir una base a l'illa de Gan; al cap de poc el primer ministre Ibrahim Nasir va voler renegociar l'acord i els atols de Suvadiva i Addu, beneficiats per la presència de la base aeronaval a Gan, es van oposar a Ibrahim i es van independitzar com a República Unida de Suvadiva (1959) que va ser reconquerida el 1963. Va poder resistir sense armes durant 4 anys, però al final va ser enviat a l'exili a les Seychelles. Els britànics van continuar llogant el camp d'aviació fins al 1976. Van ser llavors els russos que el volien utilitzar, situat a 450 milles de la base naval i aèria nord-americana a Diego Garcia.
Les illes constituïen un sultanat amb títol i rang hereditaris. Del sultà depenien sis wazirs o ministres d'estat dels quals el primer era anomenat durimind, equivalent a cap o general de l'exèrcit, però per sobre tenia al fandiari, gran sacerdot i jutge, segon personatge del sultanat després del mateix sultà. També personatges destacats eren l'hindigeri o mestre de duanes i tresorer, i l'emir al-bahr o mestre del port. Tots residien a Malé. Cada atol pagava un impost fixat en proporció al seu producte; el comerç amb estrangers s'havia de fer des de la capital. La rupia índia es va introduir a les illes a la segona meitat del segle xix.
El sultanat depenia políticament del govern de Ceilan. El sultà enviava cada any una ambaixada al governador reclamant la seva protecció i presentava el seu tribut, popularment es parla de 12.000 illes (equivalent local de 10.000), però políticament els atols considerats eren 13 i el sultà portava el títol de "Dolos Assa Ral Tera Atholon" o rei de les 13 províncies i 12.000 illes.

## Independència
El 26 de juliol de 1965, les Maldives van obtenir la independència; el Regne Unit va conservar les bases de Gan i Hitaddu. El març de 1968 un referèndum popular va proclamar l'abolició del Sultanat de les Maldives i la proclamació de la república l'11 de novembre de 1968. El poder creixent de Nasir fou en endavant el dominant havent de fer front a diversos cops d'estat; el 1978 en les eleccions fou escollit Maumoon Abdul Gayoom, que si bé al principi era popular va començar a trobar oposició primers dels islamistes i, influenciada la població pels visitants estrangers amb l'augment del turisme, pels liberals. El govern indi de Rajiv Gandhi va revertir l'intent de cop d'estat a les Maldives de 1988, antagonitzant grups militants tàmils com Organització Popular d'Alliberament de Tamil Eelam.
El 2008, i contra tot pronòstic, el cap de l'oposició (Partit Democràtic de les Maldives fundat el 2005) Mohamed Nasheed, va guanyar les eleccions i fou proclamat president l'11 de novembre de 2008. L'octubre de 2009 va celebrar un consell de ministres sota el mar per a alertar que el creixement de les aigües amenaça de submergir les illes Maldives, que tenen altures d'entre 3 i 20 metres.